# Stenothemus yunnanus
Stenothemus yunnanus es una especie de coleóptero de la familia Cantharidae.

## Distribución geográfica
Habita en Yunnan (China).